# Kellersberger Mühle
Die Kellersberger Mühle ist eine ehemalige Wassermühle am Broicher Bach in der Stadt Alsdorf in der nordrhein-westfälischen Städteregion Aachen im Regierungsbezirk Köln.

## Geographie
Die Kellersberger Mühle hat ihren Standort in der Dorfstraße 5 im Alsdorfer Stadtteil Ofden in der Städteregion Aachen. Sie liegt auf einer Höhe von ca. 143 m über NN. Oberhalb stand die Kranentalsmühle, unterhalb hatte die Linkens Mühle ihren Standort. 

## Gewässer
Die Quellen vom Broicher Bach mit einer Höhe von 174 m über NN liegen heute in einem Regenrückhaltebecken zwischen den Straßen In der Dell und Holzweg im Stadtteil Linden-Neusen der Stadt Würselen. Der Bach mit einer Länge von 8,2 km fließt nach nördlichem Beginn in westlicher Richtung durch das Gebiet der Stadt Alsdorf und dann zur Stadt Herzogenrath. Im Straßenbereich An der Wurm/Apolloniastraße mündet der er in einer Höhe von 106 m über NN in die Wurm.

## Geschichte
In einer Urkunde des „Johann Hugo Frantz Carl Freiherr von und zu Lerodt, Domkapitular zu Halberstadt“, aus dem Jahre 1740 werden der ehrbare und achtbare Peter Offergeld und dessen Ehefrau Helena Gouders zu Erbpächter der Kellersberger Mühle ernannt. Bis zu diesem Zeitpunkt gehörte die Mühle dem nahegelegenen Schloss Kellersberg. Seit dieser Zeit ist die Mühle in Besitz und Eigentum der Familie Offergeld. Zwei unterschlächtige Wasserräder trieben mit Wasserkraft die Mahlsteine bis um 1930 an, bevor sie auf Turbinenantrieb und ab 1960 auf Elektroantrieb umgestellt wurde. Moderne Mühlen haben heute das Mahlen übernommen. Die Kellersberger Mühle ist die einzige noch in Betrieb befindliche Mühle im Broichbachtal.

## Galerie

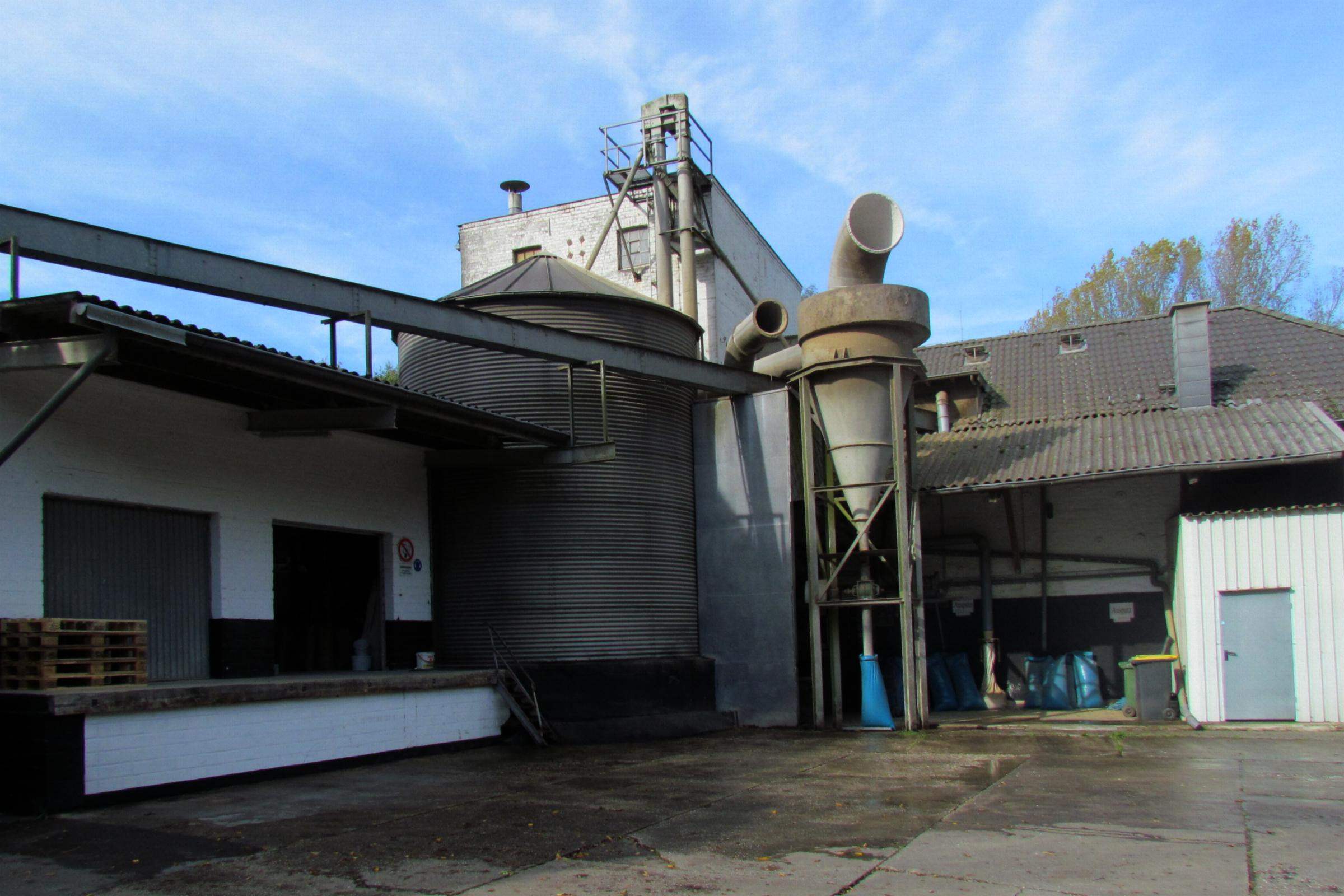
Kellersberger Mühle noch in Betrieb
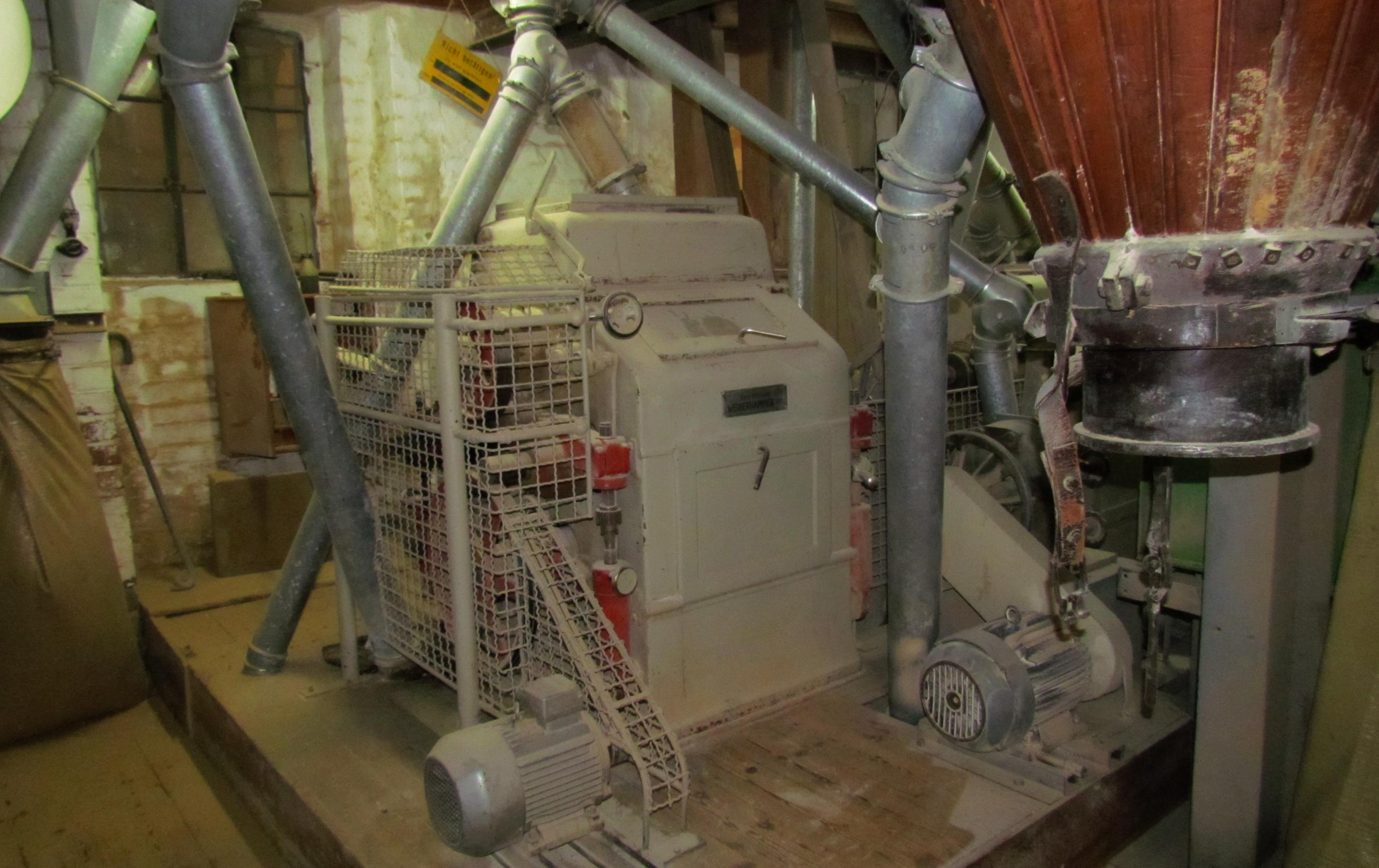
Moderne Mühleneinrichtung
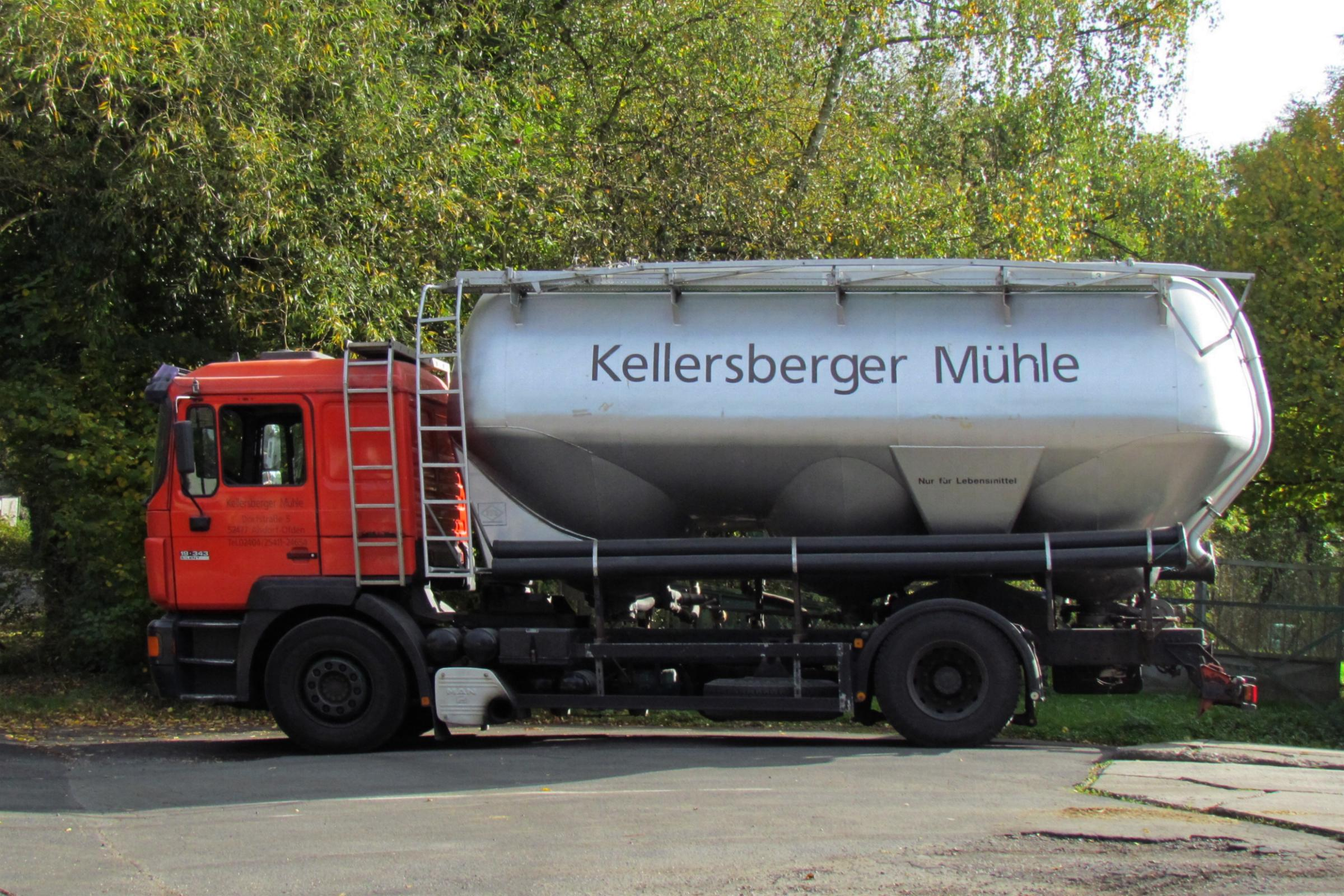
Transportfahrzeug der Kellersberger Mühle
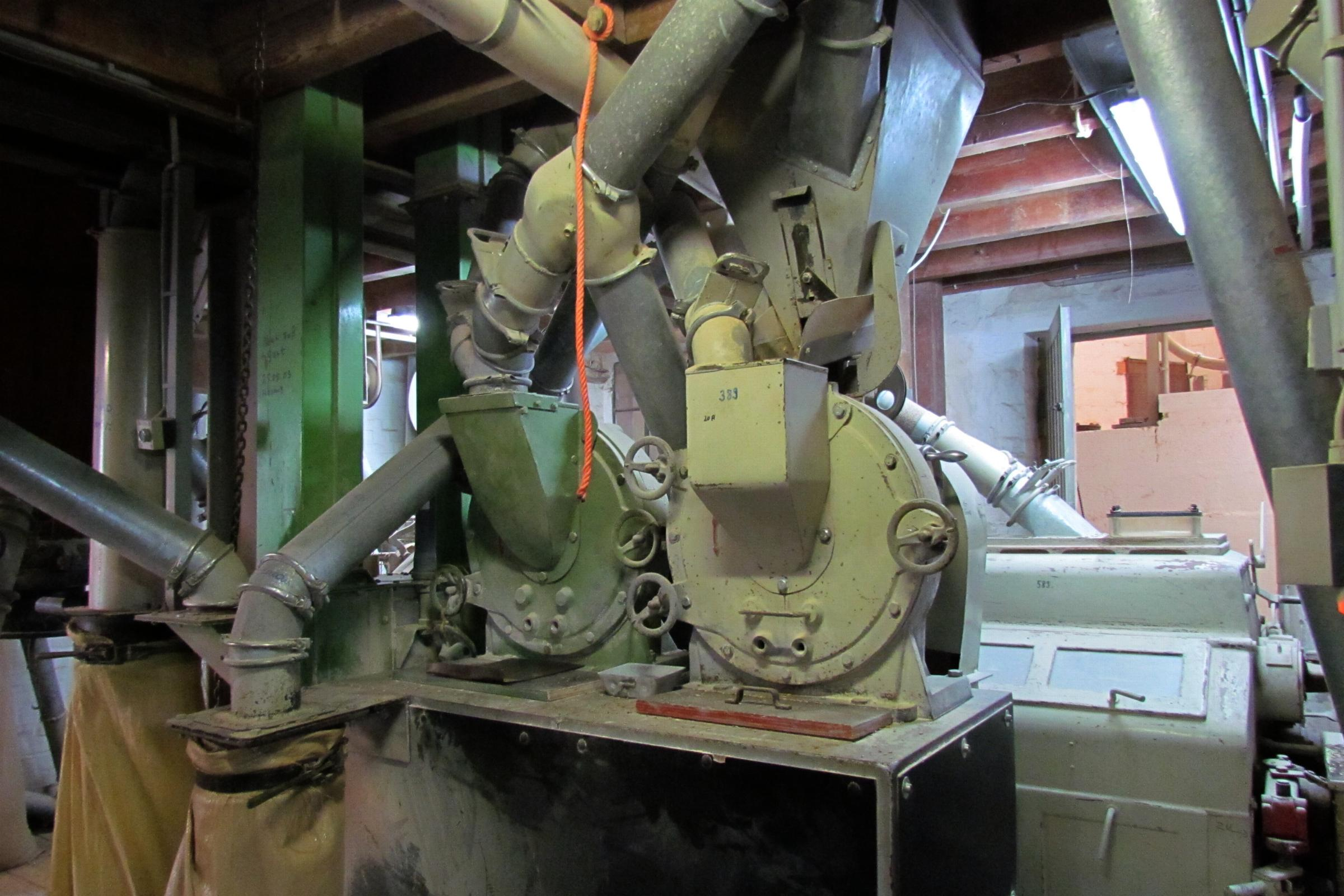
Neuzeitliche Anlage ohne Mühlsteine
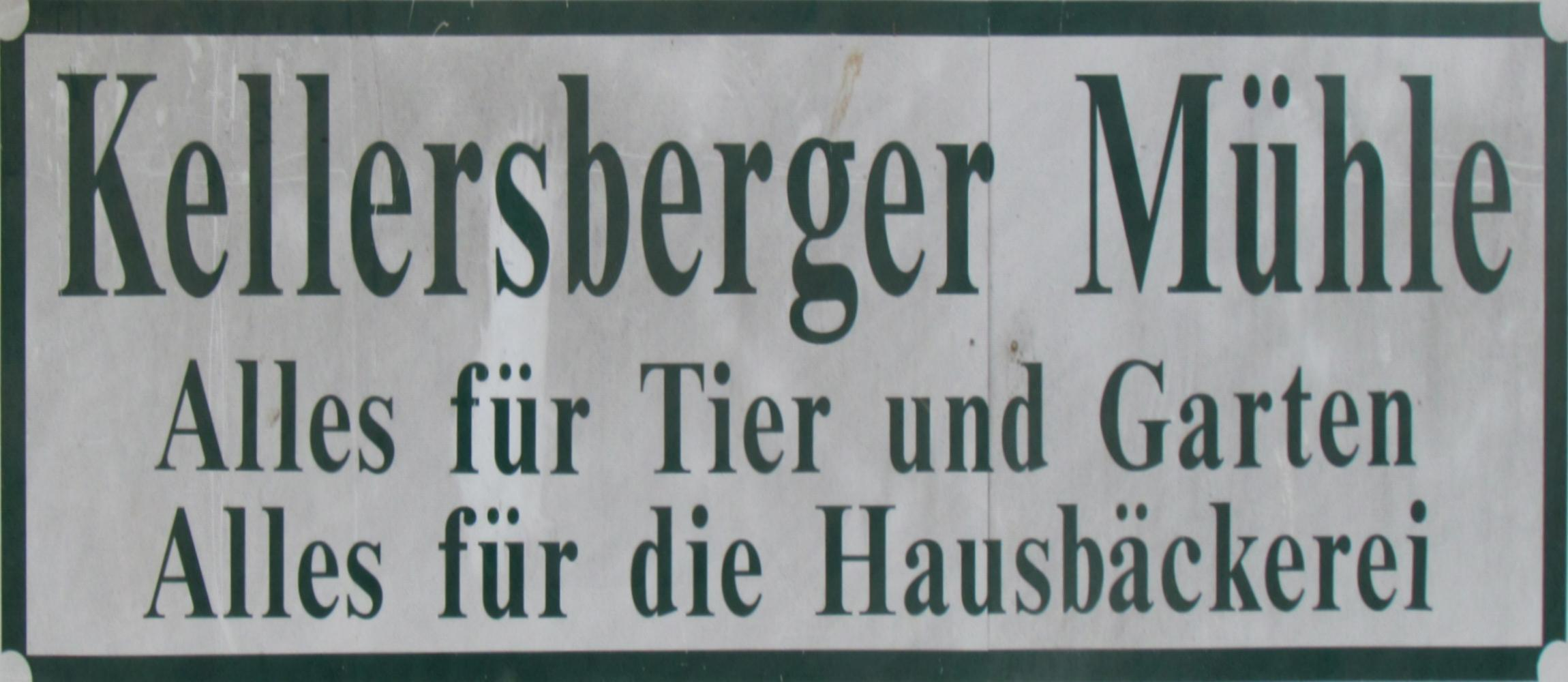
Infotafel der Kellersberger Mühle
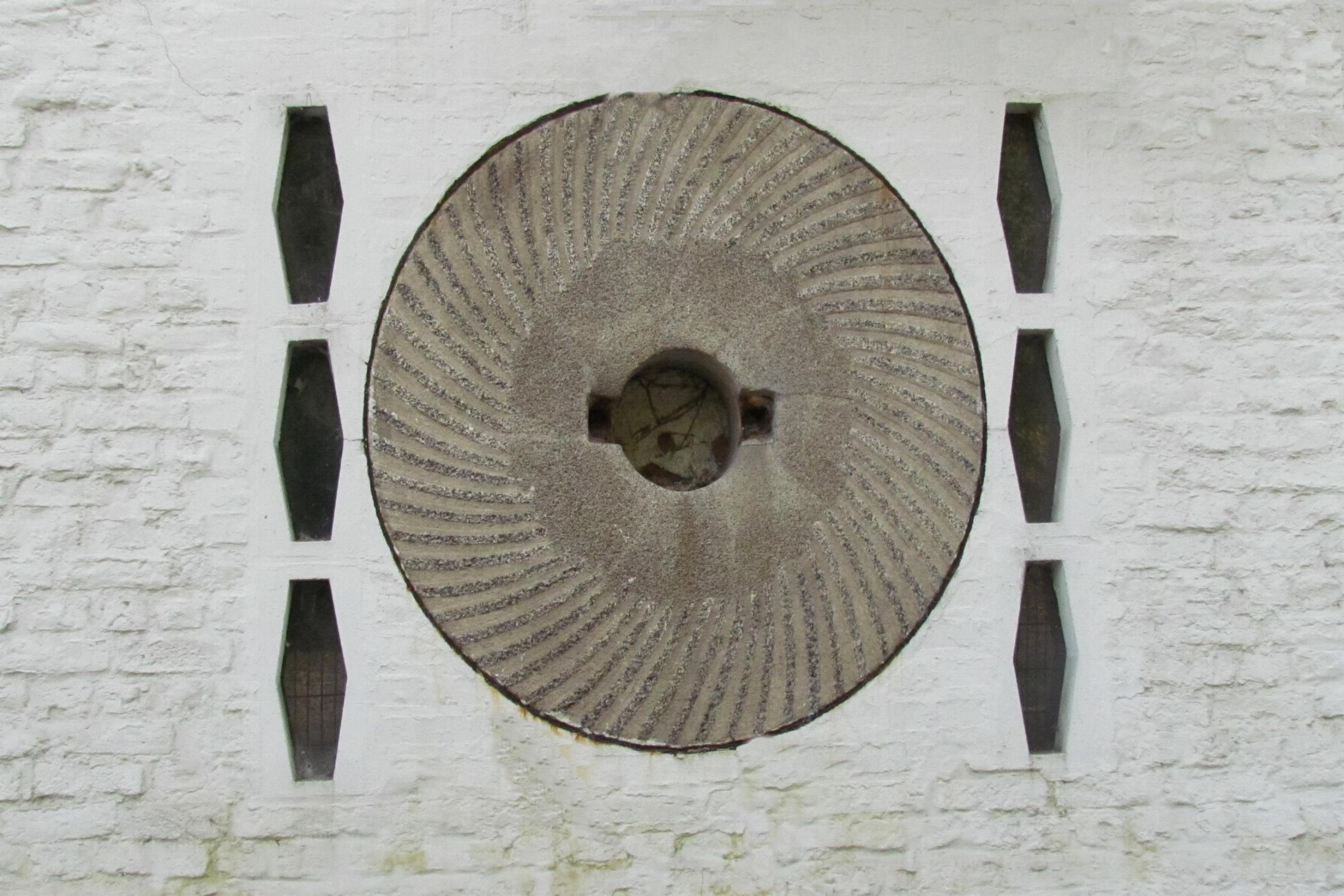
Alter Mahlstein
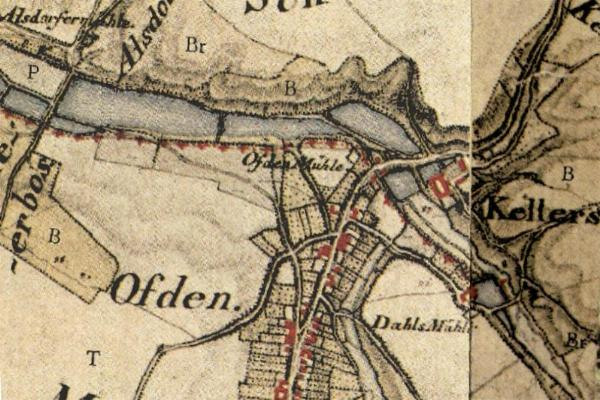
Die Kellersberger Mühle als Ofdenmühle auf der Tranchotkarte 1805
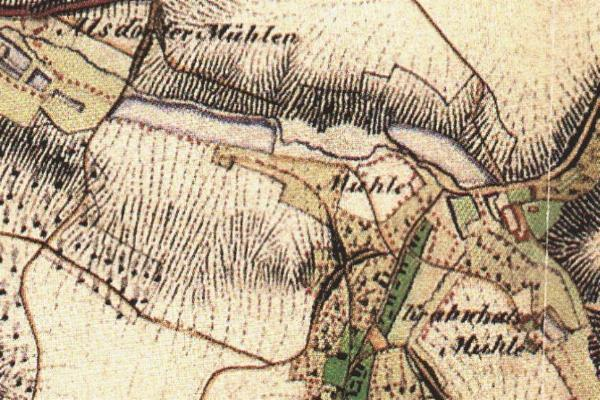
Die Kellersberger Mühle auf der Uraufnahme 1846
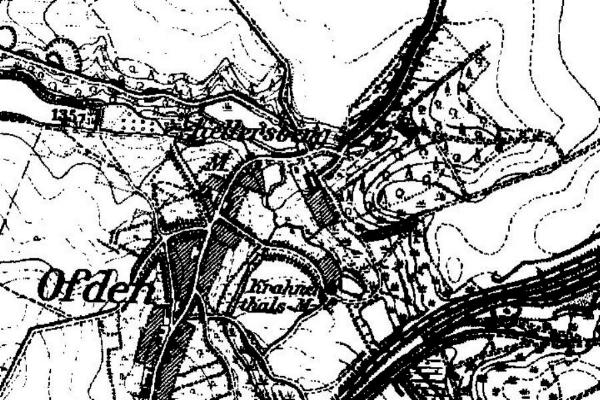
Karte der Neuaufnahme von 1892

→ Siehe auch Liste von Mühlen an der Wurm und ihren Zuflüssen